# Šumarice
Šumarice (Servisch: Шумарице) is een plaats in de Servische gemeente Kraljevo. De plaats telt 544 inwoners (2002).